# Saipa Alborz
Saipa Alborz – irański męski klub siatkarski z Karadżu.

## Sukcesy
Klubowe Mistrzostwa Azji:
- 2005

Mistrzostwo Iranu:
- 2006, 2008, 2009, 2010, 2011, 2012, 2019
- 2007